# Гаюр Дерала
Гаюр Дерала (на албански: Gajur Deralla) е албански революционер, деец на Бали Комбътар в Западна Македония.

## Биография
Роден е през първатата половина на второто десетилетие на XX век в Тетово. Учи в Югославската военна академия, където влиза в контакт с италианската разузнавателна служба ОВРА. Дерала бяга от Югославия в Албания, където започва служба в кралската армия. След италианската окупация от 12 април 1939 година, Дерала става офицер в Италианската кралска армия.
В 1941 година, след разгрома на Югославия, италиански части окупират западната част на Вардарска Македония и Дерала се връща в Тетово, къдото се присъединява към Люботрънския батальон като капитан. Батальонът отговаря за охраната на района от съпротивителни части, тоест югославските партизани.
След капитулацията на Италия през септември 1943 година, районът започва да се контролира от германски части. Германците не разпускат батальона, който се присъединява към Бали Комбътар. Частите на Дерала успешно отблъскват комунистическите партизани от Тетово, който е най-голямата база на Бали Комбътар в Македония.
В края на 1943 година Люботрънският батальон е изпратен в Кичево, за да подпомогне балистките части на Мефаил Шеху срещу комунистическите партизани. По пътя към Кичево партизаните организират засада край Букойчани и в сражението батальонът на Дерала е унищожен, като той самият загива.